# Ash Shaikh Outhman (huyện)
Huyện Ash Shaikh Outhman là một huyện thuộc tỉnh `Adan, Yemen. Đến thời điểm năm 2003, huyện này có dân số 105248 người